# Беньямін Тамуз
Бен'ямін Тамуз (івр. בנימין תמוז; уродж. Камерштейн; нар. 11 липня 1919, Харків — пом. 19 липня 1989, Тель-Авів, Ізраїль) — ізраїльський письменник, автор 24 книг.  

## Життєпис
Беньямін Тамуз народився 11 листопада 1919 року в Харкові. Переїхав з батьками до Тель-Авіва у віці 5 років. 
Навчався у тель-авівській гімназії «Герцлія». Вивчав юриспруденцію та економіку в Тель-Авівському університеті. Працював робітником на британських військових базах. Був членом Пальмаху. 
У 1950-51 роках вивчав скульптуру та історію мистецтв в Сорбонні. Був активним членом літературної групи ханаанейців, однак після перебування в Європі та близького знайомства з європейським єврейством вийшов з групи. 
У 1965 році став літературним редактором і співробітником п'ятничного літературного додатку до газети «Га-Арец», на сторінках якого багато молодих ізраїльських письменників і журналістів починали свій літературний шлях. 
Чотири роки був ізраїльським культурним аташе в Лондоні. 
Перша ж книга Таммуза «Золоті піски» (івр. חולות הזהב, Холот га-загав) — збірка оповідань про дитинство, що вийшла у 1950 році, принесла йому популярність.
Лауреат кількох літературних премій. Роман «Мінотавр» був визнаний у Великій Британії книгою 1981 року.

## Джерело
- «Всесвіт» № 12 за 1995 рік (Спеціальний ізраїльський випуск), стор. 40-42

| Персоналії | Це незавершена стаття про особу. Ви можете допомогти проєкту, виправивши або дописавши її. |